# 人身売買罪
人身売買罪（じんしんばいばいざい）は、人身売買を内容とする犯罪類型。
2005年6月16日に可決された刑法改正で新設された。アメリカ合衆国国務省が発表するTrafficking in Persons Report 2004年度版において日本の人身売買問題が厳しく非難されたことに対応して法改正されたといわれる。

## 概要

### 人身売買罪
人身売買罪の態様として、人を買い受ける行為（1項、2項、3項）と、売り渡す行為（4項）が規定されている。人を買い受ける場合、客体が未成年者の場合（2項）や、「営利、わいせつ、結婚又は生命若しくは身体に対する加害の目的」で買い受ける場合（3項）はそれぞれ刑が加重される。
さらに、「所在国外に移送する目的」で売買した場合（5項）に関しても刑が加重される。

### 被略取者等所在国外移送罪
- 略取され、誘拐され、又は売買された者を所在国から国外に移送した者（226条の3）

### 被略取者引渡し等罪
- 未成年者略取・誘拐罪、営利、わいせつ、結婚又は生命若しくは身体に対する加害の目的の略取・誘拐罪、所在国外移送目的の略取・誘拐罪、人身売買罪、または被略取者等所在国外移送罪を幇助する目的で、略取され、誘拐され、又は売買された者を引き渡し、収受し、輸送し、蔵匿し、又は隠避させた者（227条第1項）
- 身の代金目的の略取・誘拐罪を幇助する目的で、略取され又は誘拐された者を引き渡し、収受し、輸送し、蔵匿し、又は隠避させた者（同条第2項）

1項、2項の罪は事後従犯を規定する。
- 営利、わいせつ又は生命若しくは身体に対する加害の目的で、略取され、誘拐され、又は売買された者を引き渡し、収受し、輸送し、又は蔵匿した者（同条第3項）

3項の罪の成立には、その者が営利、わいせつ又は生命若しくは身体に対する加害の目的を持つ必要がある。また、結婚目的で略取され、誘拐され、又は売買された者を引き渡し、収受し、輸送し、又は蔵匿しても3項の罪は成立しない（但し、結婚目的での略取・誘拐罪、およびその罪を幇助する目的で、略取され、誘拐され、又は売買された者を引き渡し、収受し、輸送し、蔵匿し、又は隠避させた者は処罰される）。また、1項・2項の罪とは異なり、単に隠避だけをした者には3項の罪は成立しない。
- 身の代金を要求する目的で、略取され又は誘拐された者を収受した者（同条第4項）
- 略取され又は誘拐された者を収受した者が、身の代金を交付させ、または要求したとき（同項）

4項の罪の成立には、その者が身の代金を要求する目的を持ち、または身の代金を交付させ、または要求する必要がある。

### 定義
- 「引き渡し」：被拐取者の支配の移転
- 「収受」：被拐取者の支配の引受け
- 「輸送」：被拐取者の場所を移動させる
- 「蔵匿」：被拐取者の発見を妨げる方法で匿う
- 「隠避」：「蔵匿」以外で、被拐取者の発見を妨げる行為

## 法定刑

### 人身売買罪
- 買い受け - 3月以上5年以下の拘禁刑（226条の2第1項）
- 未成年者の買い受け - 3月以上7年以下の拘禁刑（同条2項）
- 営利、わいせつ、結婚又は生命若しくは身体に対する加害目的の買い受け - 1年以上10年以下の拘禁刑（同条3項）
- 売り渡し - 1年以上10年以下の拘禁刑（同条4項）
- 所在国外移送目的の売買 - 2年以上の有期拘禁刑（同条5項）

### 被略取者等所在国外移送罪
2年以上の有期拘禁刑（226条の3）

### 被略取者引渡し等罪
- 3月以上5年以下の拘禁刑（227条第1項）
- 1年以上10年以下の拘禁刑（同条2項）
- 6月以上7年以下の拘禁刑（同条3項）
- 2年以上の有期拘禁刑（同条4項）